# Желтохвостая лиманда
Желтохвостая лиманда, или желтохвостая камбала (лат. Limanda ferruginea), — морская донная рыба семейства камбаловых (Pleuronectidae). Встречается вдоль Атлантического побережья Северной Америки.

## Описание
Максимальная длина тела 64 см, а масса — 1,5 кг. Максимальная продолжительность жизни 12 лет.
Тело высокое, уплощённое, овальной формы, покрыто ктеноидной чешуёй на глазной стороне и циклоидной — на слепой. Голова с прогибом над верхним глазом. Рот маленький с мелкими коническими зубами. Межглазничное пространство покрыто чешуёй. Глаза расположены на правой стороне тела.
В длинном спинном плавнике 73—91 мягких лучей, в анальном плавнике 51—68 мягких лучей.
Боковая линия образует изгиб над грудным плавником.
Глазная сторона окрашена в коричневый цвет с большими пятнами оранжевого цвета. Слепая сторона белая или светло-жёлтая; вдоль оснований спинного и анального плавников и на хвостовом стебле ярко-жёлтые полосы.

## Ареал
Желтохвостая лиманда распространена в северной части Атлантического океана вдоль побережья Северной Америки от зал. Святого Лаврентия, полуострова Лабрадор, острова Ньюфаундлен на севере до Чесапикского залива на юге.

## Биология
Морская донная рыба. Избегает эстуарии и устья рек. Обитает на глубинах от 10 до 360 м над песчаными и песчано-илистыми грунтами. Обычно встречается на глубинах 40—100 м при температуре 2—12 °С.
В состав рациона входят амфиподы, полихеты и, в меньшей степени, морские ежи и мизиды. У взрослых особей в питании преобладают ракообразные, а у молоди — полихеты.

### Размножение и ранний онтогенез
Нерест порционный, продолжается с марта по август при температуре от 5 до 12°С. Плодовитость от 350 тысяч до 4,5 млн икринок.
Икра пелагическая, сферической формы, диаметром 0,8—0,9 мм, с тонкой прозрачной оболочкой и узким перивителлиновым пространством. Желток гомогенный, жировой капли нет.
Продолжительность инкубации от 4,5 дней при температуре 14 °C до 14,5 дней при 4 °C.
Длина предличинок при вылуплении 2—3,5 мм, глаза не пигментированные. Вдоль тела между боковой линий и брюхом проходит ряд пятнышек. Личинки симметричные, ведут пелагический образ жизни.
Перемещение левого глаза на правую сторону головы начинается при длине тела 5—10 мм, метаморфоз завершается при длине тела 11,6—16 мм после оседания личинок на дно.

## Хозяйственное значение
Ценная промысловая рыба. В 1980-е годы мировые уловы достигали 45,1 тыс. т., в 1990-х годах снизились до 12,3—3,4 тыс. т вследствие перелова и истощения запасов. Принятые меры по регулированию промысла привели к восстановлению запасов и в начале 2010-х ежегодные квоты на вылов желтохвостой камбалы составляли 17 тыс. тонн. Основной страной, ведущей промысел, является Канада. В 2010 году Морской Попечительский Совет признал канадский промысел желтохвостой камбалы экологически неистощительным и выдал компании Ocean Choice International соответствующий эко-сертификат на промысел желтохвостой камбалы на Большой Ньюфаундлендской банке.
Добывается донными тралами. Мясо желтохвостой камбалы отличается высокими вкусовыми качествами. Реализуется в виде филе в свежем или замороженном виде.